# È un'avventura Charlie Brown
È un'avventura, Charlie Brown (It's an Adventure, Charlie Brown) è uno speciale televisivo d'animazione del 1983 diretto da Bill Melendez. È il venticinquesimo speciale basato sui Peanuts di Charles M. Schulz. 
Il film è stato trasmesso negli Stati Uniti su CBS il 16 maggio 1983.

## Trama
Il film è un'antologia di diverse storie dei Peanuts: a Charlie Brown spunta uno sfogo cutaneo a forma di palla a baseball, Piperita Patty e Marcie diventano caddie, e Woodstock disturba i pisolini di Snoopy.

## Distribuzione

### Edizione italiana
Lo speciale è stato trasmesso su Junior TV, all'interno della serie The Charlie Brown and Snoopy Show. Nel 2023 è stato distribuito in streaming su Apple TV+ con un nuovo doppiaggio, come parte della serie I classici Peanuts.

### Doppiaggio
| Personaggio          | Doppiatore originale            | Doppiatore italiano (anni 90) | Doppiatore italiano (2023) |
| -------------------- | ------------------------------- | ----------------------------- | -------------------------- |
| Charlie Brown        | Michael Catalano                | Martino Consoli               | Arturo Sorino              |
| Snoopy               | Bill Melendez                   | Bill Melendez                 | Bill Melendez              |
| Woodstock            | Bill Melendez                   | Bill Melendez                 | Bill Melendez              |
| Linus Van Pelt       | Earl "Rocky" Reilly             | Renata Bertolas               | Leonardo Cococcia          |
| Lucy Van Pelt        | Angela Lee Sloan                | Renata Bertolas               | Sara Labidi                |
| Sally Brown          | Cindy Reilly                    | Angiolina Gobbi               | Matilde Ferraro            |
| Piperita Patty       | Brent Hauer                     | Francesca Vettori             | Ilaria Pellicone           |
| Marcie               | Michael Dockery                 |                               | Bianca Demofonti           |
| Schroeder            | Brad Schaster                   | Guido Bettali                 | Vittorio Thermes           |
| Bambini al campeggio | Brian Jackson, Jason Castellano |                               |                            |
| Maestro caddie       | Gerard Goyette Jr.              |                               |                            |
| Ruby                 | Jenny Lewis                     |                               |                            |
| Austin               | Johnny Grave                    |                               |                            |
| Leland               | Joel Graves                     |                               |                            |
| Milo                 | Jason Mendelson                 |                               |                            |
| Joe Mouth            | John Hiestand                   |                               |                            |

### Edizioni home video
Il film è stato distribuito da Hobby & Work in VHS e DVD con il primo doppiaggio.